# Henri Fayol

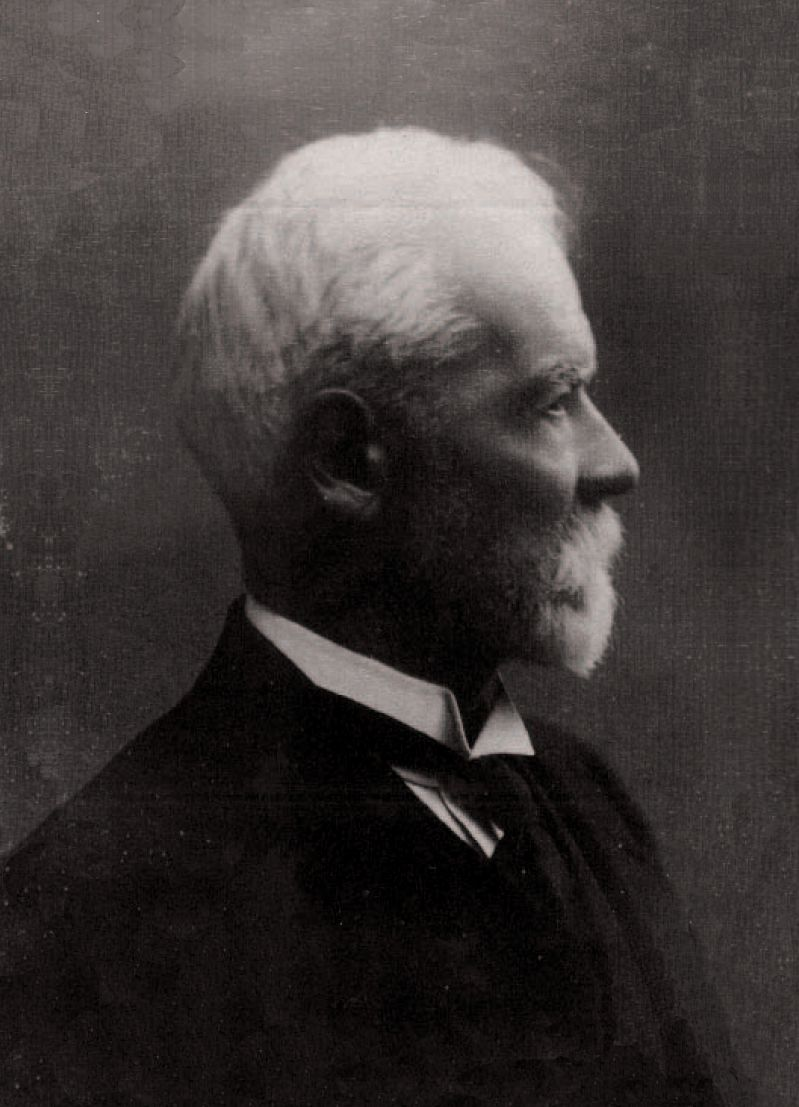
Henri Fayol

Henri Fayol (29 tháng 7 năm 1841 – 19 tháng 11 năm 1925) là một tác giả, kỹ sư, chủ khai thác, giám đốc mỏ và cũng đồng thời là người đã phát triển học thuyết chung về quản trị kinh doanh hay thường được biết với tên gọi là học thuyết Fayol (Fayolism). Ông và các cộng sự đã xây dựng một học thuyết độc lập với học thuyết quản lý theo khoa học gần như đồng thời. Giống như học giả đương thời, Frederick Winslow Taylor, ông cũng được biết đến rộng rãi như là cha đẻ của phương pháp quản lý hiện đại.

## Tiểu sử
Fayol sinh năm 1841 ở vùng ngoại ô ở Istanbul. Bố ông (một kỹ sư) vào thời điểm đó đang làm việc trong quân đội và được giao nhiệm vụ trông coi công việc xây dựng cầu Galata, một cây cầu nối qua khu vực Sừng Vàng. Gia đình ông trở về Pháp vào năm 1847, tại đây Fayol đã tốt nghiệp Học viện Khai mỏ École Nationale Supérieure des Mines tại Saint-Étienne vào năm 1860.
Vào năm 1860, khi 19 tuổi, Fayol bắt đầu làm việc tại một công ty mỏ tên là Compagnie de Commentry-Fourchambault-Decazeville" ở Commentry với nhiệm vụ là kỹ sư mỏ. Ông sau đó được tuyển dụng bởi Stéphane Mony, người trước đó chỉ chuyên thuê những kỹ sư giỏi nhất đến từ trường Mỏ Saint-Étienne.
Fayol gia nhâp công ty và trở thành kỹ sư khai mỏ và quản lý tập sự.
Mony đã che chở và giúp đỡ Fayol để rồi Fayol tiếp tục kế nghiệp ông trở thành quản lý tại Mỏ Commentry và sau này là cả vị trí giám đốc quản lý của công ty Commentry-Fourchambault and Decazeville.
Trong thời gian làm việc tại mỏ, ông đã tìm hiểu nguyên nhân gây ra những vụ cháy bên trong hầm, cách để phòng tránh chúng, cách để chống lại chúng, ngay cả cách để cải thiện lại hầm mỏ sau khi bị cháy và đồng thời ông cũng nắm vững kiến thức về kết cấu lưu vực. Đến năm 1888,ông trở thành giám đốc quản lý. Trong thời gian làm giám đốc, ông đã đưa ra những sự thay đổi để cải thiện tình hình làm việc tại mỏ, ví dụ như cho người lao động làm việc theo nhóm, thay đổi sự phân công lao động. Với khả năng của mình, dần dần ông càng được giao quản lý nhiều khu mỏ hơn.
Vào năm 1900 Fayol trở thành thành viên của Comité Central des Houillères de France -  một tổ chức dành cho những người lãnh đạo các công ty mỏ tại Pháp, thành viên ban lãnh đạo của Comité des forges - một tổ chức của các nhà lãnh đạo các công ty thép và xây dựng ở Pháp, và là người điều hành của Tổ chức Commentry, Fourchambault et Decazeville thuộc công ty của ông. Sau này, khi hội đồng quản trị Commentry-Fourchambault and Decazeville quyết định từ bỏ việc kinh doanh sắt thép và các mỏ than của mình, họ đã chỉ định Henri Fayol làm giám đốc quản lý mới để giám sát công việc. Khi nhận được chức vụ, Fayol đã trình bày một bản kế hoạch khôi phục lại công ty. Hội đồng quản trị đã chấp nhận đề nghị. Đến khi ông nghỉ hưu vào năm 1918, công ty vẫn đang phát triển mạnh về tài chính và là một trong những tổ hợp công nghiệp lớn nhất ở châu Âu
Dựa trên chủ yếu những kinh nghiệm quản lý của mình, ông đã xây dựng một khái niệm mới về quản trị. Năm 1916, ông đã trình bày những kinh nghiệm của mình trong cuốn sách Administration Industrielle et Générale (Quản lý công nghiệp tổng hợp), vào gần như đúng thời điểm Frederick Winslow Taylor cũng phát hành cuốn sáchs Principles of Scientific Management (Các Nguyên lý về Quản lý theo Khoa học).

## Tác phẩm
Những ý tưởng của Fayol được biết đến rộng rãi khi ấn bản "General and industrial administration" (Quản lý công nghiệp tổng hợp) được xuất bản vào năm 1949, đây là phiên bản được dịch ra tiếng Anh của tác phẩm ông viết năm 1916, "Administration industrielle et générale". Trong cuốn sách này Fayol đã giới thiệu lý thuyết về quản trị của riêng ông, gọi là học thuyết Fayol. Trước đó Fayol cũng đã bắt đầu viết nhiều bài báo về kỹ thuật khai khoáng từ thập niên 1870, cùng với đó là nhiều nghiên cứu sơ bộ về quản trị.

### Kỹ thuật khai khoáng

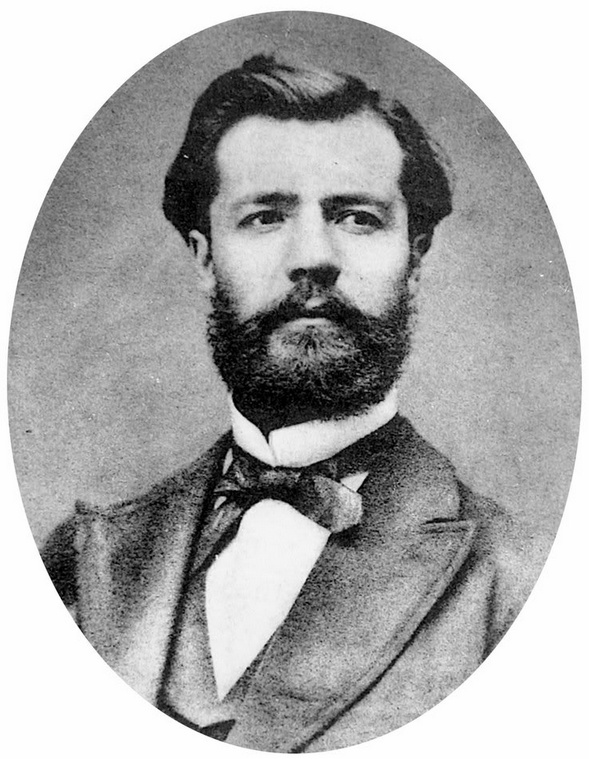
Henri Fayol năm 1900

Từ thập niên 1870, Fayol đã viết rất nhiều bài báo về chủ đề khai khoáng, chẳng hạn như bài báo về việc đốt than tự nhiên (1879), sự hình thành của than đá (1887), bài viết về sự lắng đọng tồn tích của nhiên liệu hóa thạch bên dưới vùng Commentry (1890),
Bài báo đầu tay được xuất bản bằng tiếng Pháp của ông có tựa đề Bulletin de la Société de l'Industrie minérale (Bản tin của Hiệp hội Công nghiệp Khoáng sản), đến đầu thập niên 1880, ông bắt đầu viết các bài Comptes rendus de l'Académie des sciences (Kỷ yếu của Viện Hàn lâm Khoa học) cho Viện Hàn lâm Khoa học Pháp.

### Học thuyết Fayol
Các nghiên cứu của Fayol là một trong những nghiên cứu toàn diện đầu tiên về học thuyết quản trị chung. Ông đưa ra đề xuất rằng có 5 chức năng cơ bản của quản trị và 14 nguyên lý quản trị.

#### Các chức năng của quản trị
Trong tác phẩm đầu tiên, Administration industrielle et générale; prévoyance, organisation, commandement, coordination, controle, 5 chức năng cơ bản của quản trị đã được ông xác định:
1. Planning (Lên kế hoạch)
2. Organizing (Tổ chức)
3. Staffing (Điều phối)
4. Directing (Chỉ đạo)
5. Controlling (Kiểm soát)

Với chức năng kiểm soát, bắt nguồn từ tiếng Pháp contrôler, được sử dụng để chỉ ra rằng người quản lý phải tiếp nhận được các phản hồi về quá trình để đưa ra các điều chỉnh cần thiết và phân tích được các sai lệch. Các học giả về quản trị học về sau đã gộp hai chức năng Chỉ đạo và Điều phối thành một chức năng chung là Lãnh đạo (Leading).

#### Các nguyên lý quản trị
1. Phân công công việc (Division of work)  - Phân công công việc là nói về quá trình các nhiệm vụ được phân chia và được hoàn thành bởi một nhóm công nhân để cải thiện hiệu suất. Phân công công việc, cũng được hiểu là phân công lao động, là quá trình tách từ một công việc ra rất nhiều quy trình và nhiệm vụ để thực hiện.
2. Thẩm quyền và Trách nhiệm (Authority and Responsibility) - Thẩm quyền là quyền đưa ra các lệnh và có được sự tuân theo, trách nhiệm là hệ quả của thẩm quyền.
3. Kỷ luật (Discipline) - Người lao động phải tuân theo và tôn trọng các luật lệ được dùng để quản lý tổ chức. Kỷ luật tốt là kết quả của việc lãnh đạo hiệu quả.
4. Thống nhất sự chỉ huy (Unity of command) - Mỗi người lao động chỉ nên nhận lệnh từ một người quản lý hoặc người thay mặt quản lý.
5. Thống nhất về phương hướng (Unity of direction) - Những hoạt động trong tổ chức có chung mục đích nên được điều hành bởi một người quản lý riêng, sử dụng một kế hoạch để đạt được một mục tiêu chung.
6. Giảm bớt tầm quan trọng (Subordination) - Lợi ích của bất kỳ một nhân viên hoặc một nhóm nhân viên nào cũng không nên được ưu tiên hơn lợi ích của toàn bộ tổ chức.
7. Trả công (Remuneration) - Tất cả người lao động phải được trả lương công bằng cho những đóng góp của họ.
8. Tập trung và phân cấp (Centralisation and decentralisation)  - Tập trung đề cập đến mức độ mà những người cấp dưới có liên quan đến việc ra quyết định. Càng tập trung có nghĩa là người cấp dưới càng không được đóng góp trong việc đưa ra quyết định, càng phân cấp có nghĩa là người cấp dưới càng có nhiều cơ hội để đóng góp trong việc đưa ra quyết định.
9. Chuỗi vô hướng (Scalar chain) - Sự phân cấp thẩm quyền từ người đứng đầu đến những người ở cấp bậc thấp nhất đại diện cho chuỗi vô hướng. Việc truyền đạt thông tin nên được thực hiện theo chuỗi này.
10. Mệnh lệnh (Order) - Nguyên tắc này là có quan tâm đến sự sắp xếp có hệ thống về người, máy móc, vật liệu,... Mỗi nhân viên đều phải có một vị trí cụ thể trong một tổ chức.
11. Công bằng (Equity) - Người quản lý phải tử tế và công bằng với cấp dưới của họ.
12. Sự ổn định về nhân sự (Stability of tenure of personnel) - Việc thay đổi nhân viên liên tục sẽ không hiệu quả. Người quản trị nên có một kế hoạch nhân sự có trật tự và đảm bảo rằng có sẵn những sự thay thế để lấp đầy các vị trí tuyển dụng.
13. Sự sáng tạo (Initiative) - Những nhân viên được phép tự xây dựng và thực hiện kế hoạch sẽ nỗ lực nhiều hơn.
14. Tinh thần đồng đội (Esprit de corps) - Thúc đẩy tinh thần đồng đội sẽ tạo ra sự hài hòa và đoàn kết trong tổ chức.

Dù các lý thuyết của Fayol đã được đưa ra từ một thế kỷ trước, nhiều nguyên tắc của ông vẫn được sử dụng trong các lý thuyết quản lý đương đại.

## Các ấn phẩm

### Sách được dịch ra tiếng Anh
- 1930. Industrial and General Administration. Dịch bởi J.A. Coubrough, Luân Đôn; Ngài Isaac Pitman & các con trai.
- 1949. General and Industrial Management. Dịch bởi C. Storrs, Ngài Isaac Pitman & các con trai, Luân Đôn.

### Các bài viết tiếng Pháp và bài dịch bằng tiếng Anh được tuyển chọn
- 1900. "Henri Fayol addressed his colleagues in the mineral industry ngày 23 tháng 6 năm 1900." Dịch bởi J.A. Coubrough. In: Fayol (1930) Industrial and General Administration. pp. 79–81 (Tái bản tại: Wren, Bedeian & Breeze, (2002) "The foundations of Henri Fayol's administrative theory Lưu trữ ngày 17 tháng 1 năm 2016 tại Wayback Machine")
- 1909. "L'exposee des principles generaux d'administration". Dịch bởi J.D Breeze. Xuất bản bởi: Daniel A. Wren, Arthur G. Bedeian, John D. Breeze (2002) "The foundations of Henri Fayol's administrative theory Lưu trữ ngày 17 tháng 1 năm 2016 tại Wayback Machine", Management Decision, Vol. 40 Iss: 9, pp. 906 – 918
- 1923. "The administrative theory in the state". Dịch bởi S. Greer. In: Gulick, L. và Urwick. L. Eds. (1937) Papers on the Science of Administration, Institute of Public Administration. New York. pp. 99–114
- Năm 1960, Henri Fayol xuất bản cuốn sách có tên "Modern Management" (Quản trị Hiện đại).